# Jerzy Klimaszewski
Jerzy Klimaszewski (ur. 3 lipca 1903 w Spale, zm. 23 marca 1945 w KL Sachsenhausen) – polski aktor filmowy i teatralny, śpiewak.

## Życiorys
Ukończył sześć klas gimnazjum, a następnie Oddział Dramatyczny przy Warszawskim Towarzystwie Muzycznym (1926). W latach 1927-1929 był członkiem zespołu Teatru im. Juliusza Słowackiego w Krakowie. Następnie przeniósł się do Warszawy, gdzie występował w tamtejszych kabaretach i teatrach rewiowych: Morskie Oko (1929-1930), Wesoły Wieczór (1930-1931), Wesołe Oko (1931-1932), Kameleon, Nowości, Wesoły (1932), Stara Banda (1934), Hollywood (1935), 8.15 (1936). W kolejnych latach grał m.in. w Teatrze Rozmaitości (1937) oraz Teatrze Małym (1938). Występował również w Polskim Radiu oraz od 1933 roku nagrywał dla wytwórni Syrena Rekord m.in. z Polską Kapelą Ludową Feliksa Dzierżanowskiego.
Podczas II wojny światowej został aresztowany. Był więźniem Auschwitz-Birkenau, gdzie trafił w marcu 1943 roku (numer obozowy 121688), a następnie został przewieziony do obozu koncentracyjnego Sachsenhausen (numer obozowy 115896), gdzie zmarł.

## Filmografia
- Huragan (1928)
- Janko Muzykant (1930)
- Szpieg w masce (1933)
- Każdemu wolno kochać (1933)
- Jego wielka miłość (1936)
- Jadzia (1936) - szofer Okszy
- Amerykańska awantura (1936)
- Dziewczyna szuka miłości (1938) - członek Polsko-Brazylijskiego Towarzystwa Handlowego

Źródło: